# École
École é uma comuna francesa na região administrativa de Auvérnia-Ródano-Alpes, no departamento de Saboia. Estende-se por uma área de 29,65 km². Em 2010 a comuna tinha 307 habitantes (densidade: 10,4 hab./km²).